# Barbus pleurogramma
Barbus pleurogramma е вид лъчеперка от семейство Шаранови (Cyprinidae).

## Разпространение
Видът е разпространен в Етиопия.

## Описание
На дължина достигат до 4 cm.